# Prasocuris flavocincta
Prasocuris flavocincta là một loài bọ cánh cứng trong họ Chrysomelidae. Loài này được Brullé miêu tả khoa học năm 1832.